# Nectria orientalis
Nectria orientalis är en svampart som beskrevs av Zilling{?}. Nectria orientalis ingår i släktet Nectria och familjen Nectriaceae.   Inga underarter finns listade i Catalogue of Life.